# لو بينيت (مغنية)
لو بينيت (بالإنجليزية: Lou Bennett)‏ هي مغنية وكاتبة غنائية أسترالية، (ولدت في إتشوكا في أستراليا 1960  م).

## وصلات خارجية
- لو بينيت على موقع ميوزك برينز (الإنجليزية)
- لو بينيت على موقع ديسكوغز (الإنجليزية)